# Reformierte Kirche Pignia

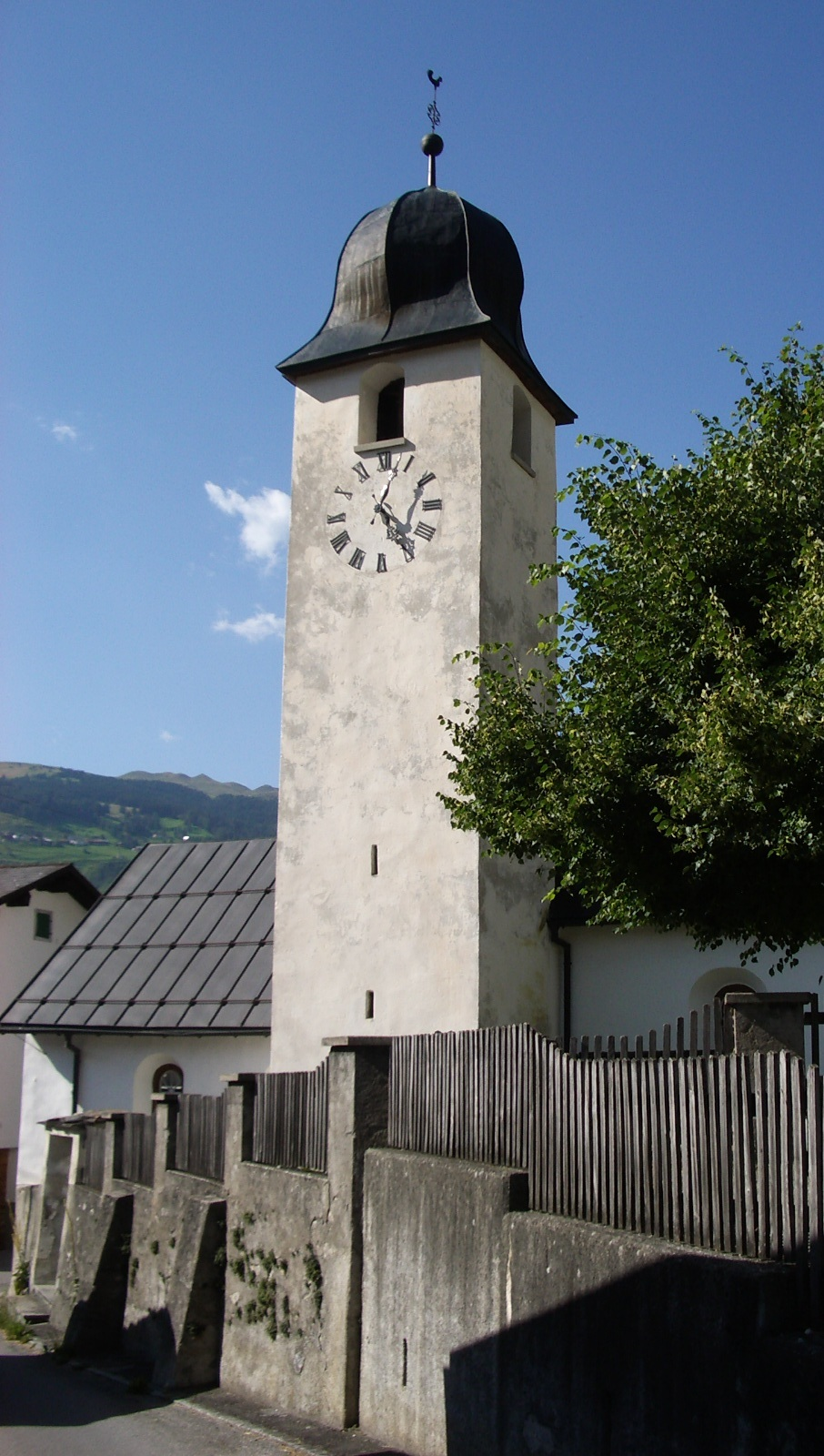
Die reformierte Dorfkirche in Pignia

Die reformierte Kirche in Pignia im Schams ist ein evangelisch-reformiertes Gotteshaus unter dem Denkmalschutz des Kantons Graubünden.

## Geschichte und Ausstattung
Ersturkundlich bezeugt ist eine Kirche am jetzigen Ort unter dem Patrozinium von St. Valentin im Jahre 1518, welche wahrscheinlich bedeutend älter war. Der heutige Kirchturm mit Zwiebelhaube wurde 1803 angefügt.
Das Kircheninnere wurde letztmals 1982/83 restauriert, wobei eine kleine, kunstvoll bemalte Orgel das alte Harmonium ersetzte.

## Kirchliche Organisation
Die Evangelisch-reformierte Landeskirche Graubünden führt Pignia, das seit der Reformation bis zur grossen Auswanderungswelle im Schams während des 19. Jahrhunderts lange eigenständig war, als Predigtstätte der fusionierten Kirchgemeinde Andeer.

## Galerie

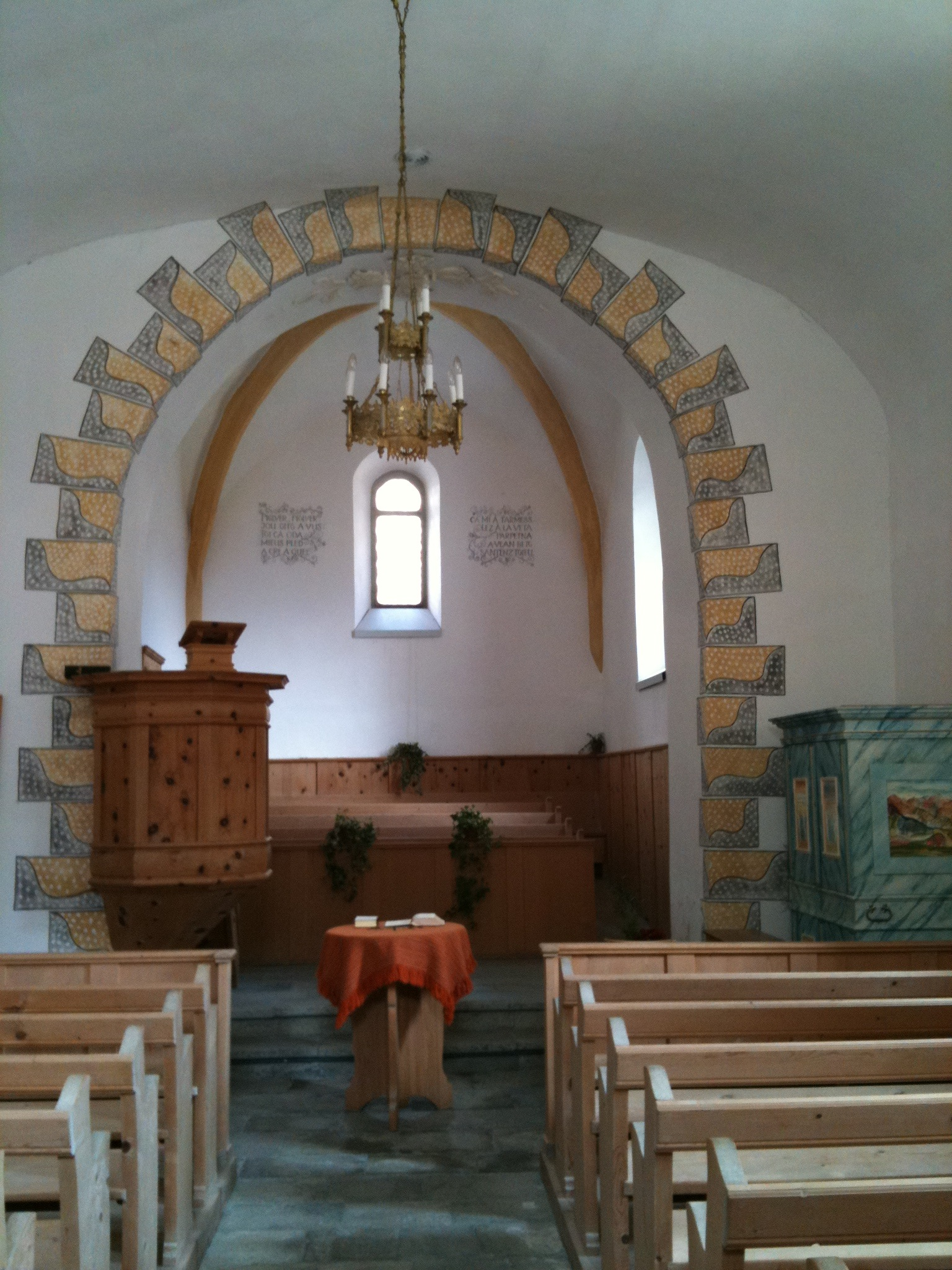
Das Kircheninnere
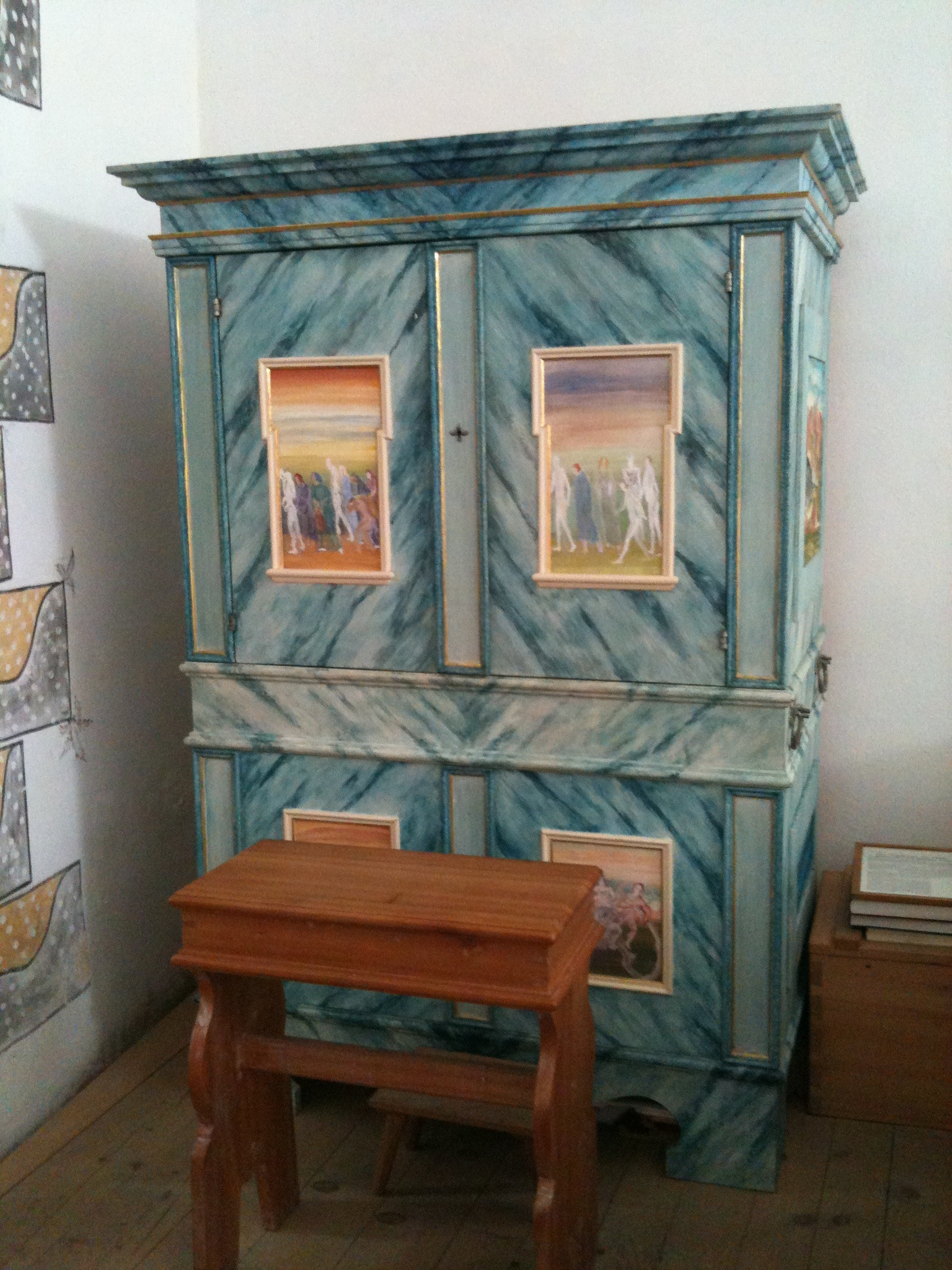
Orgel
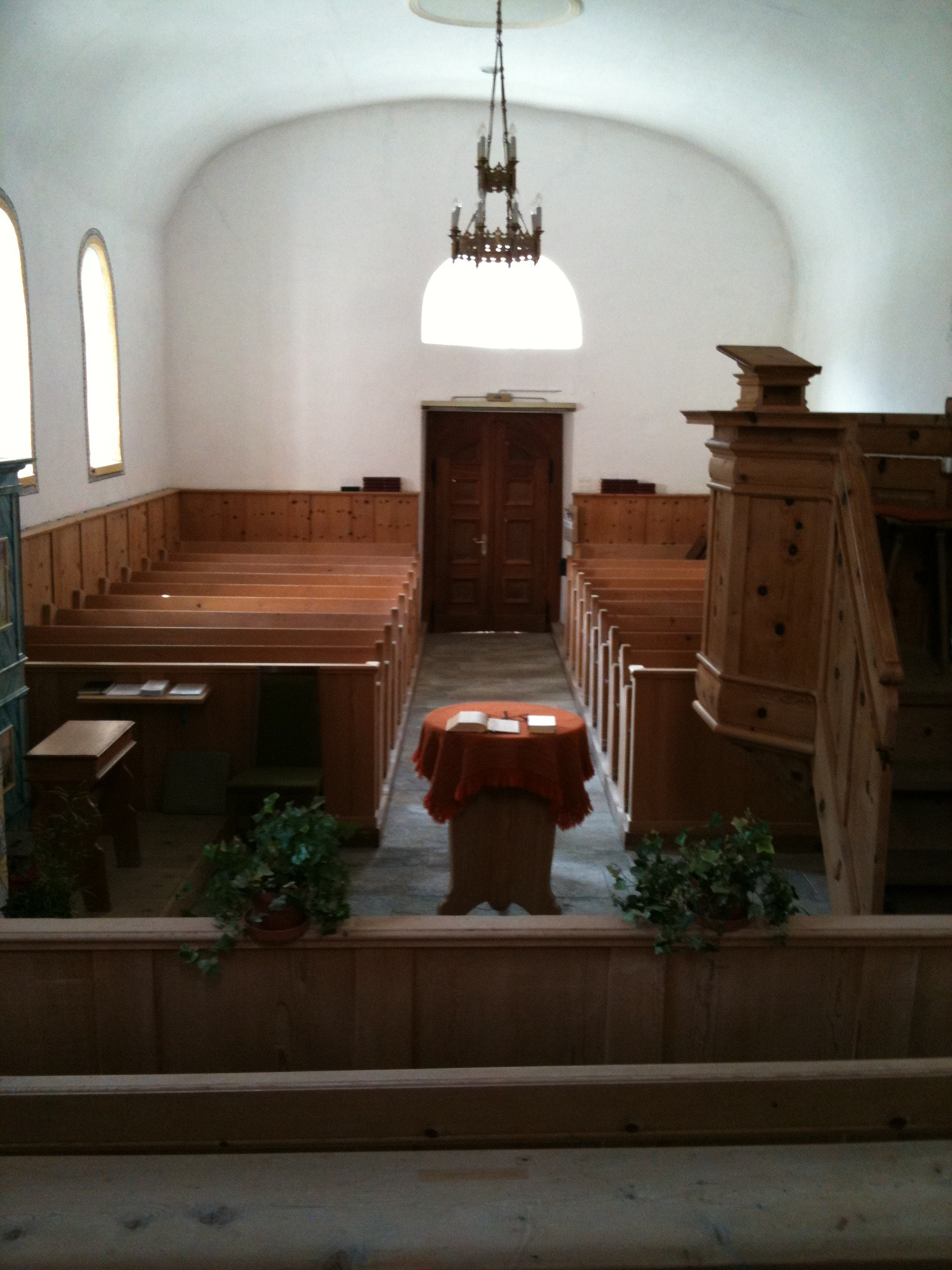
Blick aus dem Chor in das Schiff
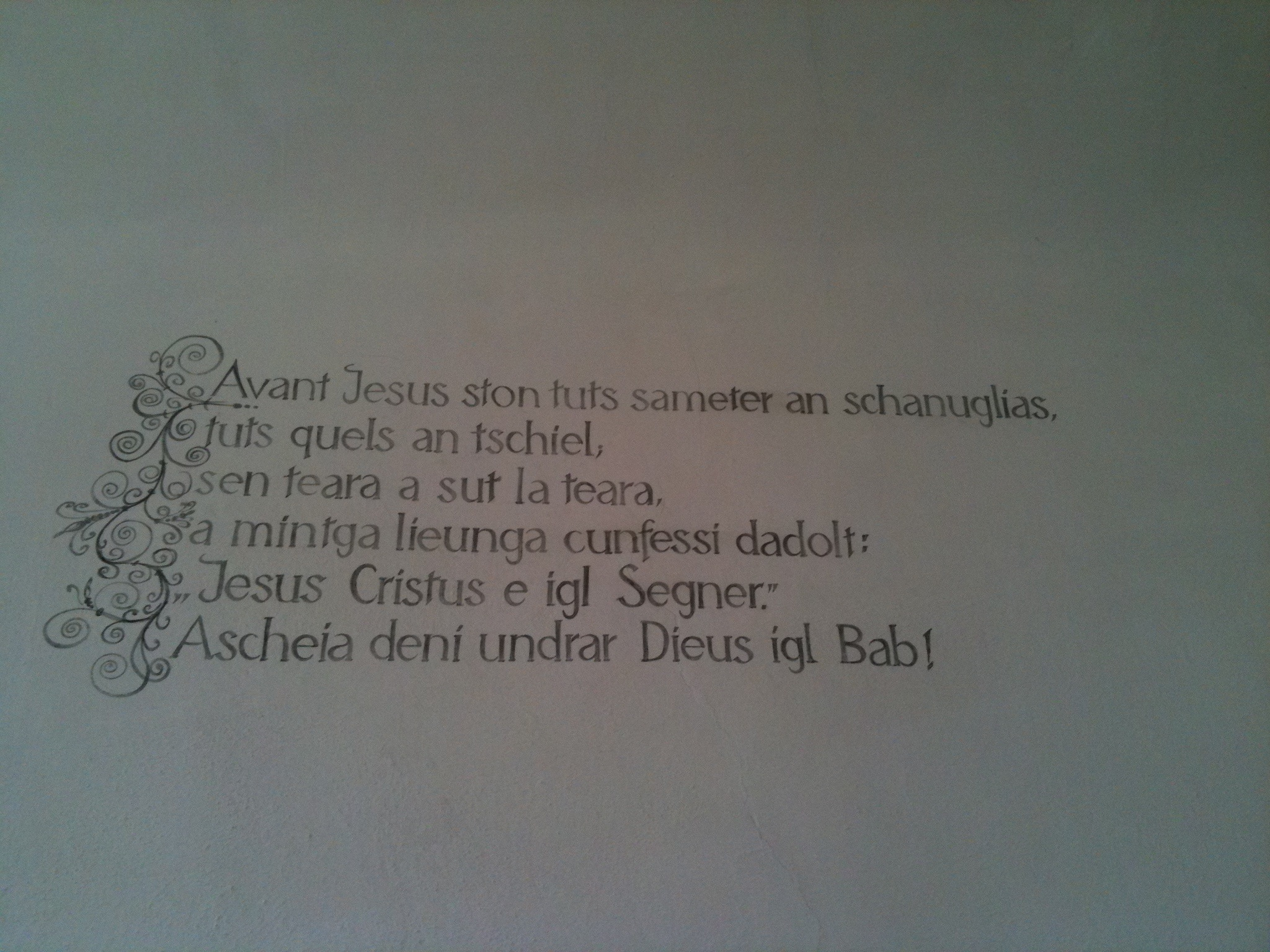
Wandspruch auf Sutsilvan
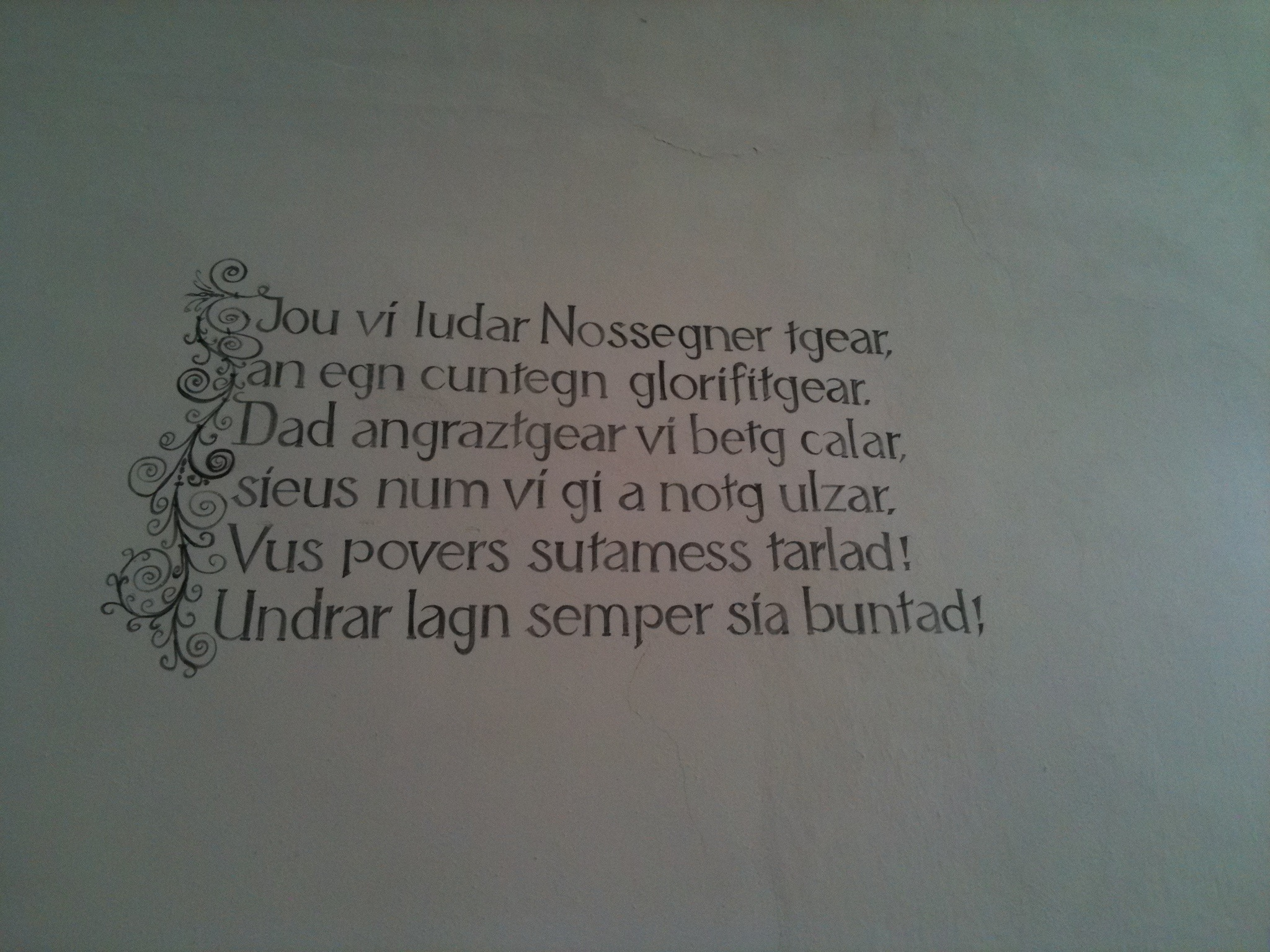
Wandspruch